# Olimpiu Moruțan
Olimpiu Vasile Moruțan (Kolozsvár, 1998. április 25. –) román válogatott labdarúgó, a Árisz Szaloníki.

## Pályafutása

### Klubcsapatokban

#### Universitatea Cluj
Cătina városában nőtt fel, 2008-ban csatlakozott az Universitatea Cluj akadémiájához. 2016. február 27-én, 16 évesen a Mioveni elleni 0–0-val végződő román másodosztályú mérkőzésen játszotta első felnőtt meccsét az Universitatea Cluj színeiben. Április 16-án gólt szerzett az Olimpia Satu Mare elleni 3–1-es idegenbeli vereség alkalmával.

#### Botoșani
2016 augusztusában a Botoșani csapatához szerződött. Október 15-én debütált a román élvonalban, csereként a 74. percben állt be Mihai Roman helyére a Pandurii Târgu Jiu elleni 2–1-es vereség alkalmával. 2017 elején megjelentek olyan hírek, miszerint az FCSB, az Atalanta és a PSV Eindhoven is érdeklődött Moruțan iránt. 2017. szeptember 25-én szerezte első gólját a Botoșaniban — és az első osztályban egyaránt — a címvédő Viitorul Constanța elleni 1–0-s győzelem alkalmával.

#### FCSB
2017. december 21-én az FCSB előzetesen megállapodott Moruțan szerződtetéséről, akivel a 2018–19-es szezon kezdetétől ötéves szerződést kötött. Sajtóhírek szerint 700 000 eurós átigazolási díjat fizetett az FCSB a Botoșaninak.
2018. július 21-én debütált az Astra Giurgiu elleni 1–0-s bajnoki vereség alkalmával. Négy nappal később lejátszotta az első nemzetközi kupamérkőzését, a Rudar Velenje elleni 2–0-s idegenbeli siker alkalmával az Európa Liga második selejtezőkörében. Az augusztus 2-i bukaresti visszavágón dicséretet kapott George Becali tulajdonostól, miután több ellenfelet is kicselezett majd gólt szerzett, és gólpasszt is adott, csapata pedig 4–0-ra megnyerte a mérkőzést. Első bajnoki gólját augusztus 5-én szerezte a Politehnica Iași elleni 4–0-s hazai győzelem alkalmával. Szeptember 28-án kiderült, hogy az FCSB valójában 1 millió eurót fizetett a játékosért.
Moruțan első évében a fővárosi klubnál 34 mérkőzésen játszott az összes kupasorozatot figyelembe véve, de ezek többségén csereként állt be a kispadról. A 2019–20-as szezonban gyengébb teljesítményt nyújtott, ami miatt Becali keményen kritizálta őt a médiában. 2020 közepére megszilárdult a helye a kezdőcsapatban, és októberben az Academica Clinceni és a Hermannstadt elleni egymást követő 2–0-s, illetve 5–0-s győzelmek alkalmával egy-egy gólt szerzett.
2021. március 13-án egy fejesgóllal járult hozzá az UTA Arad elleni 1–0-s idegenbeli győzelemhez, hat nappal később pedig a címvédő CFR Cluj elleni 3–0-s győzelem alkalmával is gólt szerzett. Az FCSB végül elvesztette a bajnoki címet és a 2020-as elhalasztott Román Szuperkupát is, de Moruțan egyénileg kiemelkedett, miután összesen nyolc gólt szerzett és tizenegy gólpasszt adott a bajnokságban. A 2021–22-es szezon sikertelen kezdete után az FCSB menesztette a vezetőedzőt, és ismét a tulajdonos által kritizált játékosok között volt.

#### Galatasaray
2021. augusztus 23-án, hosszas tárgyalásokat követően az FCSB tulajdonosa bejelentette, hogy elfogadta a Galatasaray 4,2 millió euró, plusz 1,5 millió eurós bónuszokat tartalmazó ajánlatát Moruțanért. Két nappal később a török klub hivatalosan is megerősítette az átigazolást, de csak 3,5 millió eurós összegről számoltak be, bónuszok nélkül. Moruțan végül ötéves szerződést írt alá a Galatasaray csapatával.
Augusztus 29-én debütált a Kasımpaşa elleni 2–2-vel végződő bajnoki mérkőzésen, amelyen gólpasszt adott honfitársának, Alexandru Cicâldăunak. Szeptember 26-án gólt szerzett a Göztepe ellen 2–1-re megnyert mérkőzésen, október 22-én pedig gólpasszt adott a Lokomotyiv Moszkva elleni 1–0-s győzelem alkalmával az Európa Liga csoportkörében.

#### Pisa
2022. augusztus 4-én a Serie B-ben szereplő Pisa 150 000 eurót fizetett, hogy egy szezonra kölcsönvegye Moruțant. A kék-feketéknek opciós joga volt arra, hogy 5,5 millió euróért véglegesen szerződtessék, és az átigazolás kötelező lett volna abban az esetben, ha Moruțan teljesített volna bizonyos kritériumokat. Augusztus 13-án debütált a bajnokságban, két gólpasszt adott a Cittadella elleni 4–3-as vereség alkalmával, majd a következő mérkőzésen büntetőt értékesített a Como elleni 2–2-es döntetlennel végződő mérkőzésen.

#### Ankaragücü
2023. augusztus 20-án, 3+1 éves szerződést írt alá a szintén török első osztályú Ankaragücü csapatával, amely 3 millió eurót fizetett Moruțan játékjogáért. A Galatasaraynak 50%-os részesedése van egy esetleges jövőbeni eladásból, de nem kevesebb, mint 3 millió euró, és ez az arány megfeleződne abban az esetben, ha a meghatározott összeget még a szezon vége előtt kifizetnék. A szerződés 3 millió eurós visszavásárlási záradékot is tartalmazott.

### A válogatottban
Adrian Mutu vezetőedző beválogatta a 2021-es U21-es Európa-bajnokságra, és mindhárom mérkőzésen pályára lépett; Hollandia, Magyarország és Németország ellen is. Az első kettő mérkőzésen kezdőként játszott, a harmadik mérkőzésen pedig csereként lépett pályára a második félidőben.
2021. október 11-én debütált a felnőtt válogatottban, Alexandru Mitriță helyére állt be az Örményország ellen 1–0-ra megnyert Vb-selejtező mérkőzésen. 2022. november 20-án a Moldova ellen 5–0-ra megnyert barátságos mérkőzésen szerezte első gólját a válogatottban.
A következő évben kilenc alkalommal lépett pályára a 2024-es Eb-selejtezőkön — ebből négyszer kezdőként —, Románia pedig veretlenül az első helyen végzett a csoportjában.

## Statisztika

### Klubcsapatokban
| Klub               | Szezon           | Bajnokság        | Bajnokság | Bajnokság | Kupa  | Kupa  | Nemzetközi | Nemzetközi | Egyéb | Egyéb | Összes | Összes | Összes |
| Klub               | Szezon           | Liga             | Mérk.     | Gólok     | Mérk. | Gólok | Mérk.      | Gólok      | Mérk. | Gólok | Mérk.  | Gólok  |        |
| ------------------ | ---------------- | ---------------- | --------- | --------- | ----- | ----- | ---------- | ---------- | ----- | ----- | ------ | ------ | ------ |
| Universitatea Cluj | 2015–16          | Liga II          | 15        | 1         | 0     | 0     | —          | —          | —     | —     | 15     | 1      |        |
| Botoșani           | 2016–17          | Liga I           | 19        | 0         | 0     | 0     | —          | —          | —     | —     | 19     | 0      |        |
| Botoșani           | 2017–18          | Liga I           | 36        | 2         | 4     | 0     | —          | —          | —     | —     | 40     | 2      |        |
| Botoșani           | Összesen         | Összesen         | 55        | 2         | 4     | 0     | —          | —          | —     | —     | 59     | 2      |        |
| FCSB               | 2018–19          | Liga I           | 27        | 2         | 2     | 0     | 5          | 1          | —     | —     | 34     | 3      |        |
| FCSB               | 2019–20          | Liga I           | 25        | 1         | 5     | 1     | 0          | 0          | —     | —     | 30     | 2      |        |
| FCSB               | 2020–21          | Liga I           | 33        | 8         | 0     | 0     | 2          | 0          | 1     | 0     | 36     | 8      |        |
| FCSB               | 2021–22          | Liga I           | 5         | 1         | 0     | 0     | 2          | 0          | 0     | 0     | 7      | 1      |        |
| FCSB               | Összesen         | Összesen         | 90        | 12        | 7     | 1     | 9          | 1          | 1     | 0     | 107    | 14     |        |
| Galatasaray        | 2021–22          | Süper Lig        | 26        | 3         | 1     | 0     | 7          | 0          | —     | —     | 34     | 3      |        |
| Pisa (kölcsönben)  | 2022–23          | Serie B          | 35        | 6         | 1     | 0     | —          | —          | —     | —     | 36     | 6      |        |
| Ankaragücü         | 2023–24          | Süper Lig        | 30        | 2         | 5     | 2     | —          | —          | —     | —     | 35     | 4      |        |
| Pisa (kölcsönben)  | 2024–25          | Serie B          | 0         | 0         | 0     | 0     | —          | —          | —     | —     | 0      | 0      |        |
| Karrier összesen   | Karrier összesen | Karrier összesen | 251       | 26        | 18    | 3     | 16         | 1          | 1     | 0     | 286    | 30     |        |

Jegyzetek
1. ↑  Mérkőzése(i) az Európa Ligában
2. ↑  Mérkőzése(i) a Román Szuperkupában
3. ↑  Mérkőzése(i) az Európa Konferencia Ligában

### A válogatottban
| Románia  | Románia | Románia |
| Év       | Mérk.   | Gólok   |
| -------- | ------- | ------- |
| 2021     | 3       | 0       |
| 2022     | 2       | 1       |
| 2023     | 9       | 0       |
| 2024     | 1       | 0       |
| Összesen | 15      | 1       |

#### Góljai a román válogatottban
| #  | Dátum              | Ellenfél | Eredmény | Kiírás              | Esemény |
| -- | ------------------ | -------- | -------- | ------------------- | ------- |
| 1. | 2022. november 20. | Moldova  | 5 – 0    | Barátságos mérkőzés | 9' 62'  |

## Sikerei, díjai
FCSB
- Román kupagyőztes: 2019–20
- Román szuperkupa ezüstérmes: 2020

Egyéni
- Liga I A szezon csapata: 2020–21[50]
- Liga I gólpasszkirály: 2020–21

## Fordítás
- Ez a szócikk részben vagy egészben  az   Olimpiu Moruțan című angol Wikipédia-szócikk fordításán alapul.  Az eredeti cikk szerkesztőit annak laptörténete sorolja fel. Ez a jelzés csupán a megfogalmazás eredetét és a szerzői jogokat jelzi, nem szolgál a cikkben szereplő információk forrásmegjelöléseként.

#### Közösségi platformok
- Olimpiu Moruțan az Instagramon

#### Egyéb weboldalak
- Olimpiu Moruțan adatlapja a National Football Teams oldalon (angolul)
- Olimpiu Moruțan adatlapja a Transfermarkt oldalán (angolul)
- Olimpiu Moruțan adatlapja a Soccerway oldalon (angolul)
- Olimpiu Morutan pályafutásának statisztikái a Soccerbase oldalon (angolul)

- [https://www.worldfootball.net/player_summary/olimpiu-morutan/ olimpiu-morutan/ Olimpiu Moruțan] adatlapja a worldfootball.net oldalon (angolul)
- Olimpiu Moruțan adatlapja a RomanianSoccer oldalon (románul)
- Olimpiu Moruțan adatlapja a Török labdarúgó-szövetség oldalon (törökül)